# 13249 Marcallen
13249 Marcallen è un asteroide della fascia principale del diametro medio di circa 20,55 km. Scoperto nel 1998, presenta un'orbita caratterizzata da un semiasse maggiore pari a 2,6734466 UA e da un'eccentricità di 0,1673592, inclinata di 14,03735° rispetto all'eclittica.